# Phyllogomphus annulus
Phyllogomphus annulus là một loài chuồn chuồn ngô thuộc họ Gomphidae. Nó được tìm thấy ở Angola, Cộng hòa Dân chủ Congo, và Uganda. Các môi trường sống tự nhiên của chúng là các khu rừng ẩm ướt đất thấp nhiệt đới hoặc cận nhiệt đới và sông có nước theo mùa.